# Верхняя Бикберда
Верхняя Бикберда (баш. Үрге Бикбирҙе) — деревня в Зианчуринском районе Республики Башкортостан Российской Федерации. Входит в состав Бикбауского сельсовета.

## География

### Географическое положение
Расстояние до:
- районного центра (Исянгулово): 24 км,
- центра сельсовета (Трушино): 5 км,
- ближайшей ж/д станции (Саракташ): 80 км.

## Население
| 1939 | 1959 | 1970 | 1979 | 1989 | 2002 | 2009 |
| ---- | ---- | ---- | ---- | ---- | ---- | ---- |
| 308  | ↘211 | ↗264 | ↘220 | ↘213 | ↗229 | ↗232 |
| 2010 |      |      |      |      |      |      |
| ↘191 |      |      |      |      |      |      |

Национальный состав
Согласно переписи 2002 года, преобладающая национальность — башкиры (100 %).

## Религия
В деревне есть мечеть.